# Flauto contrabbasso
Il flauto contrabbasso è un membro della famiglia dei flauti. Trova impiego principalmente nelle ensemble di flauti. Ha una estensione analoga a quella del flauto traverso, ma suona due ottave più in basso; la nota più bassa è due ottave sotto il do centrale (il do più basso del violoncello). Molti flauti contrabbasso in do hanno un si grave, (come molti flauti di taglia standard). I flauti contrabbasso sono disponibili solo presso alcuni fabbricanti scelti.
Chiamato a volte il "gigante buono" della famiglia dei flauti, mantiene la facilità nei trilli e nel flautando. La facilità di arpeggio è equivalente a quella degli altri flauti. Il registro alto (dal do centrale in su) manca della forza propria dei suoi cugini; il registro più forte è compreso fra il sol1 ed il sol2.
Il flauto contrabbasso richiede molta forza di fiato per produrre suono rispetto agli altri aerofoni, ed i compositori che scrivono per questo strumento considerano pause più frequenti tra le frasi rispetto alle scritture per flauti di taglia più ridotta. Il contributo portato dall'aggiunta del flauto contrabbasso alla composizione per cori di flauti è enorme, fornendo terreno per bassi reali e profondi.
I musicisti contemporanei impiegano il flauto contrabbasso, come Madeleine Bischof, Pierre-Yves Artaud, Matthias Ziegler, Stefan Keller e Ned McGowan. Vinny Golia suona anche il flauto contrabbasso, assieme a tutte le altre taglie di flauti, e ha registrato con esso un CD, Music for Like Instruments: The Flutes, in un quartetto con altri tre flautisti.
Il flauto contrabbasso in do prodotto dalla casa giapponese Kotato & Fukushima costa 20 000 dollari, quello prodotto da Eva Kingma costa 16 000 dollari.
I flauti contrabbassi sono realizzati anche in PVC.

## Variazioni
Esistono strumenti dalla tessitura più grave rispetto al flauto basso, come è il flauto contrabbasso in sol, che suona una quarta sotto il flauto basso ed un'ottava sotto il flauto contralto.  Altro strumento più grave è il flauto subcontrabbasso in sol, che suona un'ottava sotto il flauto contra alto, due ottave sotto il flauto contralto in sol, e il flauto subcontrabbasso in do, uno strumento che suona un'ottava sotto il flauto contrabbasso in do.